# Reggimenti della Provincia dell'Alta Sassonia
La Provincia dell'Alta Sassonia consisteva principalmente delle aree del Brandeburgo e della Sassonia. 
Legenda
"(1555)" ecc. secondo la numerazione di Tessin | - luogo di stanza| * origine | † dissoluzione | > trasformazione in | = doppia funzione come reggimento imperiale e reggimento permanente dell'esercito dello stato offerente. Per gli eserciti permanenti sono indicati anche i nomi dei comandanti e il loro periodo di inizio servizio che si intende terminato all'arrivo del comandante successivo.

## Reggimenti esistenti a breve termine

### Fanteria
- Obersächsisches Kreis-Infanterieregiment (1623/3) - Hillebrandt Kracht *1623†
- Obersächsisches Kreis-Infanterieregiment (1623/4) - Dietrich von Starschedel *1623† > Kursächsisches Infanterieregiment von 1623/2 - (Principato Elettorale di Sassonia)
- Obersächsisches Kreis-Infanterieregiment (1664/2) - Wolf Albrecht von Weidenbach *1664†
- Obersächsisches Kreis-Infanterieregiment (1674/2) - Principe Cristiano di Sassonia *1674 - 1680†

### Cavalleria
- Obersächsisches Kreis-Kavallerieregiment (1595) - Levin Geusa *1595†
- Obersächsisches Kreis-Kavallerieregiment (1595) - Heyne Pfuel *1595†
- Obersächsisches Kreis-Kavallerieregiment (1596) - Bernardo di Anhalt *1596†
- Obersächsisches Kreis-Kavallerieregiment (1597) - Krinetzky *1597†
- Obersächsisches Kreis-Kavallerieregiment (1598) - Georg Rudolf Marschalk *1598 - 1598 Osterhausen - 1598†
- Obersächsisches Kreis-Kavallerieregiment (1623/2) - Wolfgang von Mansfeld *1623† > Kursächsisches Kavallerieregiment (1623/1) (Principato Elettorale di Sassonia)
- Obersächsisches Kreis-Kavallerieregiment (1664/1) - Caspar Heinrich Stange *1664†
- Obersächsisches Kreis-Kavallerieregiment (1674/1) - Duca Maurizio *1664 - 1680†